# Scontri armeno-azeri del 2018
Gli scontri armeno-azeri del 2018, noti anche come operazione Gyunnut (in azero Günnüt əməliyyatı) o scontri di Gyunnut (in armeno Գյուննուտի բախումներ / Gyunnuti bakhumner; in azero Günnüt döyüşləri) iniziarono il 20 maggio 2018 tra le forze armate armene e le forze armate azere. L'Azerbaigian dichiarò di aver preso diversi villaggi e posizioni strategiche all'interno della Repubblica Autonoma di Nakhchivan.  Tuttavia, queste aree facevano precedentemente parte di una terra di nessuno tra le linee azera e armena.
Un soldato delle forze armate azere e uno o due soldati delle forze armate armene furono riportati come morti nelle operazioni militari.

## Sfondo
L'Azerbaigian accusò le forze armene di aver preso il controllo di Gyunnut, che si trova nel distretto di Sharur nella Repubblica Autonoma di Naxçıvan, nel 1992.
Il 16 maggio 2018 il presidente dell'Azerbaigian Ilham Aliyev visitò la Repubblica autonoma di Nakhchivan e affermò che il ramo di Nakhchivan dell'esercito azero possedeva missili che potevano facilmente raggiungere la capitale dell'Armenia, Erevan. Due giorni dopo, il 17 maggio, il nuovo ministro armeno della Difesa e degli Affari esteri visitò il confine fra Armenia e Nakhchivan per ispezionare le posizioni militari.

## Scontri
Secondo alcuni siti di notizie e blogger militari azeri, le posizioni azere nel distretto di Sharur nella Repubblica Autonoma di Naxçıvan erano state esposte al fuoco dell'artiglieria delle forze armate armene.
Alla fine di maggio, l'esercito separato coni armi combinate del Nakhchivan affermò di avere il controllo di Gyunnut, un villaggio nel distretto di Sharur, che fu completamente distrutto dalle forze armene nel 1992, e due posizioni strategiche, Khunutdagh e Aghbulag. Anche le forze armate azere rivendicarono il controllo e la presa di nuove postazioni, sulle posizioni strategiche di Kyzylkaya e Mehridagh. Affermarono inoltre di avere nuove posizioni in una zona neutrale precedentemente non occupata nel Nakhchivan, nei pressi del villaggio armeno di Areni nella provincia di Vayots Dzor.

## Conseguenze

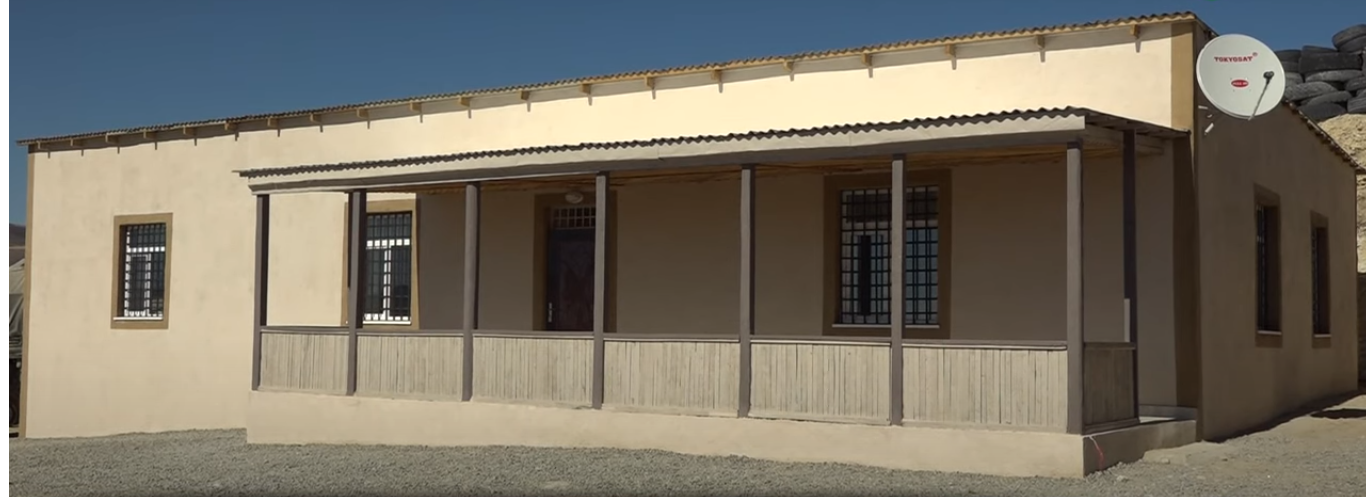
L'esercito azero costruì postazioni militari a Gyunnut dopo l'operazione.

Eurasianet riferì che le affermazioni dell'avanzata dell'Azerbaigian erano state altamente ingigantite e qualsiasi territorio su cui l'Azerbaigian aveva rivendicato il controllo non era mai stato rivendicato dall'Armenia, aggiungendo che "mentre i dettagli dell'avanzata dell'Azerbaigian rimangono poco chiari, l'alta retorica sembra essere una significativa esagerazione. Qualunque nuovo territorio controllato militarmente dall'Azerbaigian non è mai stato rivendicato dall'Armenia, e non è chiaro se ci siano stati combattimenti".
Il ministero della Difesa armeno rilasciò una dichiarazione contro le rivendicazioni azere di avanzamenti territoriali, sostenendo che una richiesta da parte dei cittadini azeri di visitare il cimitero tra le rovine di Gyunnut era stata accolta come gesto umanitario. A conferma di ciò, furono rilasciati filmati degli abitanti del villaggio azero scortati al cimitero.
Il ministero degli Esteri armeno condannò le azioni dell'Azerbaigian al confine come "passi inaccettabili e irresponsabili volti ad aggravare la situazione". Affermò anche che fosse "una pratica deplorevole ma allo stesso tempo molto prevedibile dell'Azerbaigian sfruttare qualsiasi dimostrazione di buona volontà e approccio umanistico [dall'Armenia] per i propri scopi propagandistici". Avvertì inoltre che "qualsiasi azione provocatoria da parte azera si sarebbe immediatamente interrotta e e si sarebbe attiverà la risposta adeguata da parte armena".
Esperti militari azeri accusarono l'Armenia di pianificare un attacco alla Repubblica autonoma di Nakhchivan.
L'8 giugno 2018 il governo azero annunciò di aver iniziato a costruire una nuova strada che sarebbe stata lunga 50 km. Avviò anche la ricostruzione delle strade che furono distrutte durante la prima guerra del Nagorno-Karabakh. Le forze armate azere assunsero nuove postazioni in posizioni strategiche.
Arif Mamedov, ex diplomatico dell'Azerbaigian e ambasciatore dell'UE, criticò la copertura della stampa azera su un post di Facebook: "C'è almeno una persona ragionevole che crede nelle favole che 11000 ettari di terra potrebbero essere liberati a Nakhichevan senza combattere? Capiscono cosa significano undicimila ettari o è tutto così tragico anche con la loro matematica? Un tempo gli armeni occupavano solo l'enclave di Kyark in quel territorio, precedentemente abitato da azeri. I territori del Nakhichevan, compreso il villaggio di Gyunnut, non sono mai stati occupati. Anche le nostre mappe ufficiali lo dimostrano. È ridicolo immaginare il villaggio vuoto del villaggio di Gyunnut, che si trova in una zona neutrale e non ha alcun significato militare, come un'area strategica. Abbiamo sentito parlare di meno del 5 per cento del tasso di disoccupazione nel paese, della tutela dei diritti umani in Azerbaigian e del crollo della Germania. Ora ci raccontano favole sulle vittorie. Quante persone possono essere nutrite dalle favole?"
Due anni dopo, l'Azerbaigian avrebbe lanciato un'offensiva contro l'autoproclamata Repubblica dell'Artsakh, dando inizio alla seconda guerra del Nagorno Karabakh.

### Vittime

#### Vittime azere
Il 20 maggio 2018 il ministero della Difesa dell'Azerbaigian riportò della morte del soldato di fanteria Adil Tatarov, deceduto mentre "svolgeva un incarico ufficiale al confine [del Nakhchivan] con l'Armenia". La parte armena dichiarò che il corrispondente soldato azero era avanzato verso il confine. In risposta il ministero della Difesa armeno accusò l'Azerbaigian di aver violato il cessate il fuoco e affermò che nelle ultime settimane, in alcune sezioni del confine armeno-azero le forze azere stavano conducendo lavori di attività di ingegneria per migliorare e far avanzare le loro posizioni. Ad ogni modo, il 6 giugno Adil Tatarov ricevette la medaglia "Per l'Eroismo" con un ordine del ministro della Difesa dell'Azerbaigian, il colonnello generale Zakir Hasanov.
| Rango   | Nome                  | Data di nascita | Data di sepoltura | Luogo di sepoltura                                |
| ------- | --------------------- | --------------- | ----------------- | ------------------------------------------------- |
| Privato | Adil Ali oglu Tatarov | 1999            | 21 maggio 2018    | Kyrakh Kesaman, Distretto di Agstafa, Azerbaigian |

#### Vittime armene
Il ministero della Difesa azero affermò che tre soldati armeni furono uccisi durante l'operazione. Il ministero della Difesa armeno confermò la morte di Martin Khachatryan, ma negò quella di Hamlet Grigoryan nel nord del Nakhchivan. Riferì che si suicidò nelle parti orientali della Repubblica de facto indipendente del Nagorno-Karabakh.
| Rango   | Nome                                 | Data di nascita | Data di sepoltura | Luogo di sepoltura |
| ------- | ------------------------------------ | --------------- | ----------------- | ------------------ |
| Privato | Martin Grigor Khachatryan            | 1999            | 23 maggio 2018    | ?                  |
| Privato | Amleto Norayr Grigoryan (contestato) | 1999            | 21 maggio 2018    | ?                  |